# 地方
地方（ちほう）とは、
- 国内の一部分の土地[1]。ある国の中のある地域[2]。

- 大都市以外の土地[2]。
- 首都以外の土地[1]

- 国土交通省では「三大都市圏を除く地域」と定められている[3][4]。

- （旧軍隊用語）軍以外の一般社会[1]。

## 国が定める地方の定義
政府は2014年12月の閣議決定で「地方圏」の定義に「三大都市圏以外の地域」と定義を統一している。
かつては省庁ごとにばらばらの地域圏の概念が存在したが、政府は2014年12月の閣議決定で、各地域圏構想を「連携中枢都市圏」に統一。
連携中枢都市圏は、「地方圏」においての地域圏構想であるため、連携中枢都市圏として指定されていない大都市は「地方圏」の定義に含まれない。

## 行政機関が定める地方の定義
国の行政機関そのものが「地方」という言葉を用語として定めているのは国土交通省のみである。
それ以外は、一部の資料内で一時的に使用する用語の定義にとどまっている。

## 国内の一部分
ある国をいくつかの地域（「土地」）に分けて理解する時のひとつの地域を「地方」と言う。
海外では、タイ王国の東北地方、ロシア連邦における「クライ（край）」（沿海地方など）の例が見られる。
日本国内では、都道府県を包括する単位として、関東地方・近畿地方・中国地方・九州地方などに分ける例が見られる。
北海道や山形県など、地方自治法上の支庁を有する都道府県では、渡島地方、庄内地方のように、振興局・支庁の呼称として使う例が見られる。

## 地方政府
何らかの分野で、中央政府が司るものと地方政府が司るものに関して「中央～」「地方～」と名前をつけることがある。例えば次のようなものである。
- 中央卸売市場（日本の中央政府が認可・監督）⇔ 地方卸売市場（各地方公共団体が認可・監督）
- 中央競馬（日本の中央政府（“国”）の特殊法人が主催）⇔ 地方競馬（地方公共団体が主催）

## 「首都圏」に対する「地方（首都圏以外）」
「首都圏以外」を「地方」とすることがある。
内閣府や国土交通省の一部の資料内では「東京圏以外の地域」と定義し、用いられることがある。

## 「大都市圏」に対する「地方圏」
内閣府の一部の資料内では「大都市（東京圏、名古屋圏、大阪圏）を除く地域」と定義し、用いられることがある。
道路構造令では「市街地を形成している地域又は市街地を形成する見込みの多い地域」を都市部とし、「都市部以外の地域」を地方部と規定している。

## 転用
国との類比で、様々な法人に関連する地域や組織（組織構造）に関しても、類似の使われ方をすることがある。
全域に対する一部の地域
企業の活動する全域に対してその中のひとつの地域を「地方」と考える。
本社に対する支社、本部に対する支部